# Cheng Yen
Cheng Yen (xinès simplificat: 证严法师; xinès tradicional: 證嚴法師; pinyin: Zhèngyán Fǎshī) (Taitxung, Taiwan, 11 de maig de 1937) és un bhikkhunī, monja budista, professora i filàntropa taiwanesa. L'any 1966, Cheng Yen va fundar la Fundació Buddhist Compassion Relief Tzu Chi1; generalment anomenat Tzu Chi. El seu lema és "educar els rics i salvar els pobres". Intervé en l'ajuda internacional en resposta a desastres naturals, protecció del medi ambient, etc.
Coneguda sovint a Occident com la "Mare Teresa d'Àsia", Cheng Yen va néixer a Taiwan durant l'ocupació japonesa. Va desenvolupar un interès pel budisme quan era una dona jove, ordenant-se monja budista el 1963, sota el conegut defensor del budisme humanista, el mestre Yin Shun. Després d'una reunió amb una dona pobra que va tenir un avortament involuntari i una conversa amb monges catòliques romanes que van parlar de les diferents obres benèfiques de l'Església Catòlica, Cheng Yen va fundar la Fundació Tzu Chi el 1966 com a organització humanitària budista. L'organització va començar com un grup de trenta mestresses de casa que estalviaven diners per a famílies necessitades. Tzu Chi va créixer gradualment en popularitat i va ampliar els seus serveis amb el temps per incloure treballs mèdics, ambientals i d'ajuda en desastres, convertint-se en una de les organitzacions humanitàries més grans del món i la més gran organització budista de Taiwan.
Cheng Yen és considerada una de les figures més influents en el desenvolupament del budisme taiwanès modern. A Taiwan, és coneguda popularment com un dels "Quatre Reis Celestials" del budisme taiwanès, juntament amb els seus contemporanis Sheng-yen de la Muntanya del Tambor del Dharma, Hsing Yun de Fo Guang Shan i Wei Chueh de Chung Tai Shan.

## Reconeixements
L'any 2007 l'associació Niwano Peace Foundation li atorgà el premi Niwano de la Pau.
L'any 2011 va ser catalogada com una de les 100 persones més influents del món d'aquell any per la revista Time.